# Гангаро
43° 52′ 01″ N 15° 26′ 04″ E / 43.86694° С; 15.43444° И
Гангаро је ненасељено острвце у хрватском дијелу Јадранског мора. Налази се у Корнатском архипелагу. Острвце лежи између Вргаде и Жижња од којег је удаљен око 0,5 km. Његова површина износи 0,793 km², док дужина обалске линије износи 4,65 km. Највиши врх острвцета је висок 26 m. Административно припада општини Ткон у Задарској жупанији.